# 木村七右衛門
木村 七右衛門（きむら しちえもん、生没年不詳）は、江戸時代末期の旗本。父は木村重徳、幼名は万五郎（まんごろう）。子は万五郎。知行は武蔵国、相模国500石。家紋は「丸に釘貫」。
安政2年（1855年）書院番大島組。
屋敷は、赤坂築地中之町に500坪の屋敷を構え、外御預地が同所に25坪あった。小普請組の豊島久三郎と同居していた。
| スタブアイコン | サブスタブ | この項目は、まだ閲覧者の調べものの参照としては役立たない、人物に関連した書きかけの項目です。この項目を加筆・訂正などしてくださる協力者を求めています（P:人物伝/PJ:人物伝）。 |